# Perstructuranenteria
Perstructuranenteria es un género de ácaros perteneciente a la familia Nenteriidae.

## Especies
El género contiene las siguientes especies:
- Perstructuranenteria crateriformis (Hirschmann, 1985)
- Perstructuranenteria fici (Hirschmann, 1978)
- Perstructuranenteria perstructura (Hirschmann, 1985)
- Perstructuranenteria robusta (Hiramatsu, 1981)
- Perstructuranenteria superstructura (Hirschmann, 1985)
- Perstructuranenteria triacuta (Hirschmann, 1985)